# Fede Bahón
Federico José Bahón López (Colindres, Cantabria, España, 9 de febrero de 1974) es un exfutbolista español que se desempeñaba como defensa. En su etapa en el Club Deportivo Leganés formó la dupla del centro de la defensa junto a Joaquín Macanás durante cinco temporadas.
Tras retirarse como jugador, se formó para obtener el título de enternador. Sus primeros pasos como técnico fueron con el Club Atlético de Madrid en las categorías inferioriores y en una academia del RCD Español en Xi'an. La temporada 2021-22 debuta como entrenador de la Sociedad Anónima Deportiva Villaverde San Andrés en la Tercera División RFEF. Tras solo seis partidos (dos victorias, un empate y tres derrotas) con un equipo recién ascendido, fue cesado después del director deportivo por motivos extralaborales.

## Clubes
| Club                        | País   | Año       |
| --------------------------- | ------ | --------- |
| Club Atlético de Madrid "B" | España | 1994-1998 |
| C. D. Leganés               | España | 1998-2003 |
| Pontevedra C. F.            | España | 2003-2006 |
| Real Oviedo                 | España | 2006-2007 |
| Ciudad de Lorquí            | España | 2007-2008 |
| C. F. Fuenlabrada           | España | 2008-2009 |
| U. D. Socuéllamos           | España | 2009-2010 |